# Gauthier II de Château-Thierry
Pour les articles homonymes, voir Gauthier II.
Gauthier II de Château-Thierry (mort en 1249) est un philosophe scholastique et théologien français du XIIIe siècle.

## Biographie
Gauthier II de Château-Thierry a été chancelier de l'université de Paris entre 1246 et 1249, puis archevêque de Paris en 1249.

## Écrits
- Questio de officio predicacionis (Question sur l'office de la prédication) : réflexion rigoureuse sur la réglementation de la prédication à son époque. Elle traite de la prédication concernant les femmes, les laïcs, les moines, les excommuniés, les pécheurs, les évêques, les maîtres en théologie, les jeunes gens, etc.
- Écrits exégétiques
- Quaestiones